# Geraeocormobius
Genre
Synonymes
- Weyhia Roewer, 1913
- Geraecomorbiella Mello-Leitão, 1931
- Guascaleptes Mello-Leitão, 1933

Geraeocormobius est un genre d'opilions laniatores de la famille des Gonyleptidae.

## Distribution
Les espèces de ce genre se rencontrent au Brésil, en Argentine et au Paraguay.

## Liste des espèces
Selon World Catalogue of Opiliones (22/08/2021) :
- Geraeocormobius anomalus (Mello-Leitão, 1931)
- Geraeocormobius armatus (Roewer, 1913)
- Geraeocormobius bispinifrons (Roewer, 1943)
- Geraeocormobius cervifrons Mello-Leitão, 1944
- Geraeocormobius clavifemur (Mello-Leitão, 1927)
- Geraeocormobius convexus (Mello-Leitão, 1931)
- Geraeocormobius cunhai Soares, 1945
- Geraeocormobius granulosus (Mello-Leitão, 1937)
- Geraeocormobius indivisus (Mello-Leitão, 1933)
- Geraeocormobius nanus (Mello-Leitão, 1935)
- Geraeocormobius pallidimanu (Mello-Leitão, 1935)
- Geraeocormobius reitzi Vasconcelos, 2005
- Geraeocormobius rohri (Mello-Leitão, 1933)
- Geraeocormobius salebrosus (Roewer, 1913)
- Geraeocormobius spinifrons (Mello-Leitão, 1923)
- Geraeocormobius sylvarum Holmberg, 1887
- Geraeocormobius tuberosus (Mello-Leitão, 1944)

## Publication originale
- Holmberg, 1887 : « Viaje a Misiones. Primera Parte. » Boletín de la Academia Nacional de Ciencias en Córdoba, vol. 10, p. 5–391 (texte intégral).